# Banque nationale de la république de Macédoine du Nord
La Banque nationale de la république de Macédoine du Nord (en macédonien Народна банка на Република Северна Македонија, Narodna banka na Republika Severna Makedonija, en abrégé НБРСМ, NBRSM) est la banque centrale de la Macédoine du Nord, située dans la capitale, Skopje.

## Histoire
La Banque nationale a été fondée le 19 octobre 1946 par la fusion de la Banque économique macédonienne et de la succursale de Skopje de la Banque nationale. Entre 1954 et 1965, elle abandonna progressivement les opérations de banque universelle pour se concentrer sur les activités de banque centrale et la régulation et le contrôle du système bancaire. Durant cette période, ses succursales furent supprimées et la banque prit le nom de Banque nationale de Yougoslavie – Siège à Skopje.
Entre 1965 et 1971, le siège de la BNB à Skopje n'avait aucun rôle dans la conduite de la politique monétaire et de crédit, mais se limitait à des tâches exécutives et opérationnelles. 
En décembre 1971, la première loi sur la Banque nationale de Macédoine fut adoptée, la définissant comme une catégorie constitutionnelle, la Banque nationale de Macédoine demeura dans une position très subordonnée par rapport à la Banque nationale de Yougoslavie et joua un rôle très limité dans la formulation et la conduite de la politique monétaire.

### Après l'indépendance de la Macédoine
La Constitution de la République de Macédoine de 1991 a désigné la NBRM comme banque d'émission indépendante, responsable de la stabilité de la monnaie nationale, de la conduite de la politique monétaire et de la liquidité générale des paiements, tant à l'intérieur qu'à l'extérieur du pays.
Le 26 avril 1992, le Parlement a adopté la loi sur la Banque nationale de la République de Macédoine, premier texte législatif régissant les opérations de la banque centrale après l'indépendance de la Macédoine. Le tournant le plus important dans le développement de la NBRM après l'indépendance monétaire de la Macédoine a été l'adoption de la nouvelle loi sur la NBRM de janvier 2002, qui a renforcé son indépendance opérationnelle à tous les niveaux (institutionnelle, personnelle, fonctionnelle et financière).

## Fonctions
La Banque nationale de la république de Macédoine du Nord remplit les fonctions suivantes :
- Établir et conduire la politique monétaire nationale ;
- Réguler la liquidité dans les paiements internationaux ;
- Élaborer et mener le denar macédonien ;
- Administrer et gérer les réserves de change ;
- Réguler le système de paiement ;
- Octroyer des subventions et des licences d'exploitation aux banques et aux caisses d'épargne et les superviser ;
- Accorder les licences pour effectuer des services de transfert d'argent rapide et superviser les opérations des entités effectuant ces services afin qu'elles soient en conformité avec la loi ;
- Octroyer des subventions de fonctionnement aux bureaux de change et superviser leurs opérations en conformité avec la loi ;
- Émettre des billets et des pièces ;
- Réaliser des opérations pour le compte du gouvernement central et les organes de l'administration du gouvernement.

## Liste de gouverneurs
| Rang | Nom                       | Mandat                 |
| ---- | ------------------------- | ---------------------- |
| 1er  | Borko Stanoevski          | 1986–1997              |
| 2e   | Ljube Trpeski             | 1997–2004              |
| 3e   | Petar Goshev              | 2004–2011              |
| 4e   | Dimitar Bogov-Pomada      | Mai 2011 – mai 2018    |
| 5e   | Anita Angelovska Bezhoska | 22 mai 2018 – actuelle |